# Książ Wielkopolski (gmina)
Książ Wielkopolski – gmina miejsko-wiejska w województwie wielkopolskim, w powiecie śremskim. W latach 1975–1998 gmina położona była w województwie poznańskim.
Siedziba gminy to Książ Wielkopolski.
Według danych z 31 marca 2011 gmina liczyła 8521 mieszkańców.

## Struktura powierzchni
Według danych z roku 2002 gmina Książ Wielkopolski ma obszar 147,87 km², w tym:
- użytki rolne: 67%
- użytki leśne: 23%

Gmina stanowi 25,73% powierzchni powiatu.

## Demografia

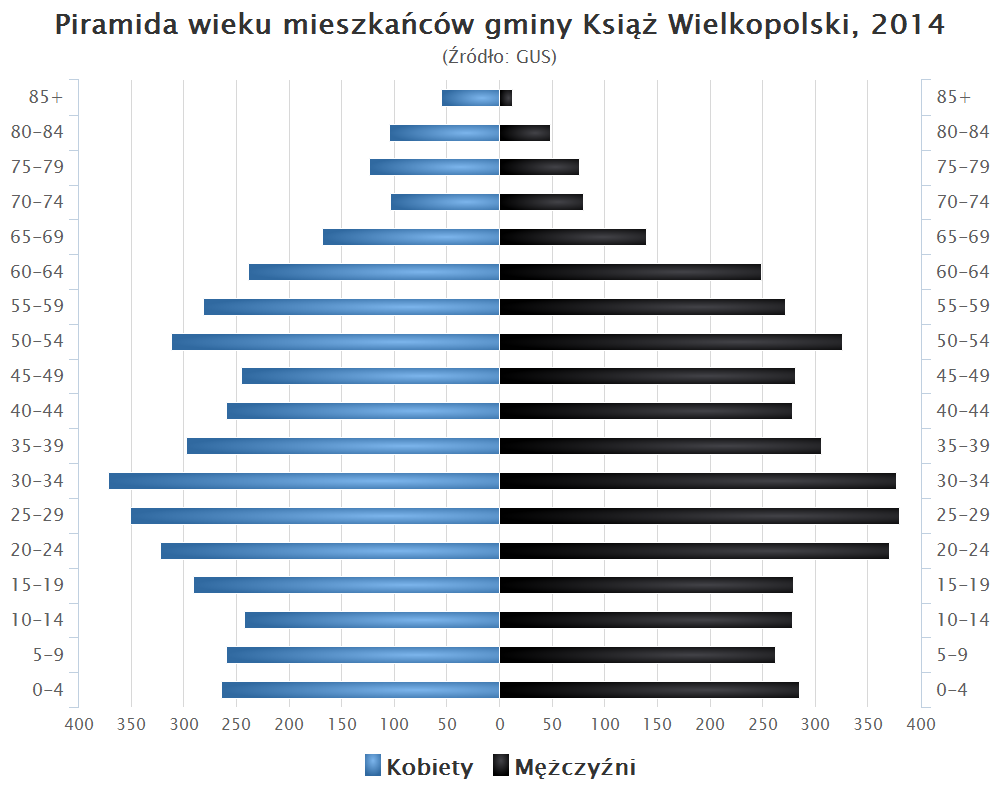
Piramida wieku mieszkańców gminy Książ Wielkopolski w 2014 roku

Dane z 31 grudnia 2009
| Opis                              | Ogółem | Ogółem | Kobiety | Kobiety | Mężczyźni | Mężczyźni |
| --------------------------------- | ------ | ------ | ------- | ------- | --------- | --------- |
| jednostka                         | osób   | %      | osób    | %       | osób      | %         |
| populacja                         | 8479   | 100    | 4219    | 50      | 4260      | 50        |
| gęstość zaludnienia (mieszk./km²) | 57,2   | 57,2   | 28,6    | 28,6    | 28,6      | 28,6      |

## Sąsiednie gminy
Dolsk, Jaraczewo, Krzykosy, Nowe Miasto nad Wartą, Śrem, Zaniemyśl